# Ultima Online
Ultima Online (UO) és un joc de rol massiu, desenvolupat per Origin Systems entre el 1997 i el 2004, per Mythic Entertainment entre el 2006 el 2014 i per Broadsword des d'ençà.
El joc va entrar al Guinness World Records del 2008 per ser el joc de rol massiu en línia encara actiu més antic, el primer a arribar als 100.000 jugadors i el primer en permetre construir cases personalitzades.

## Història

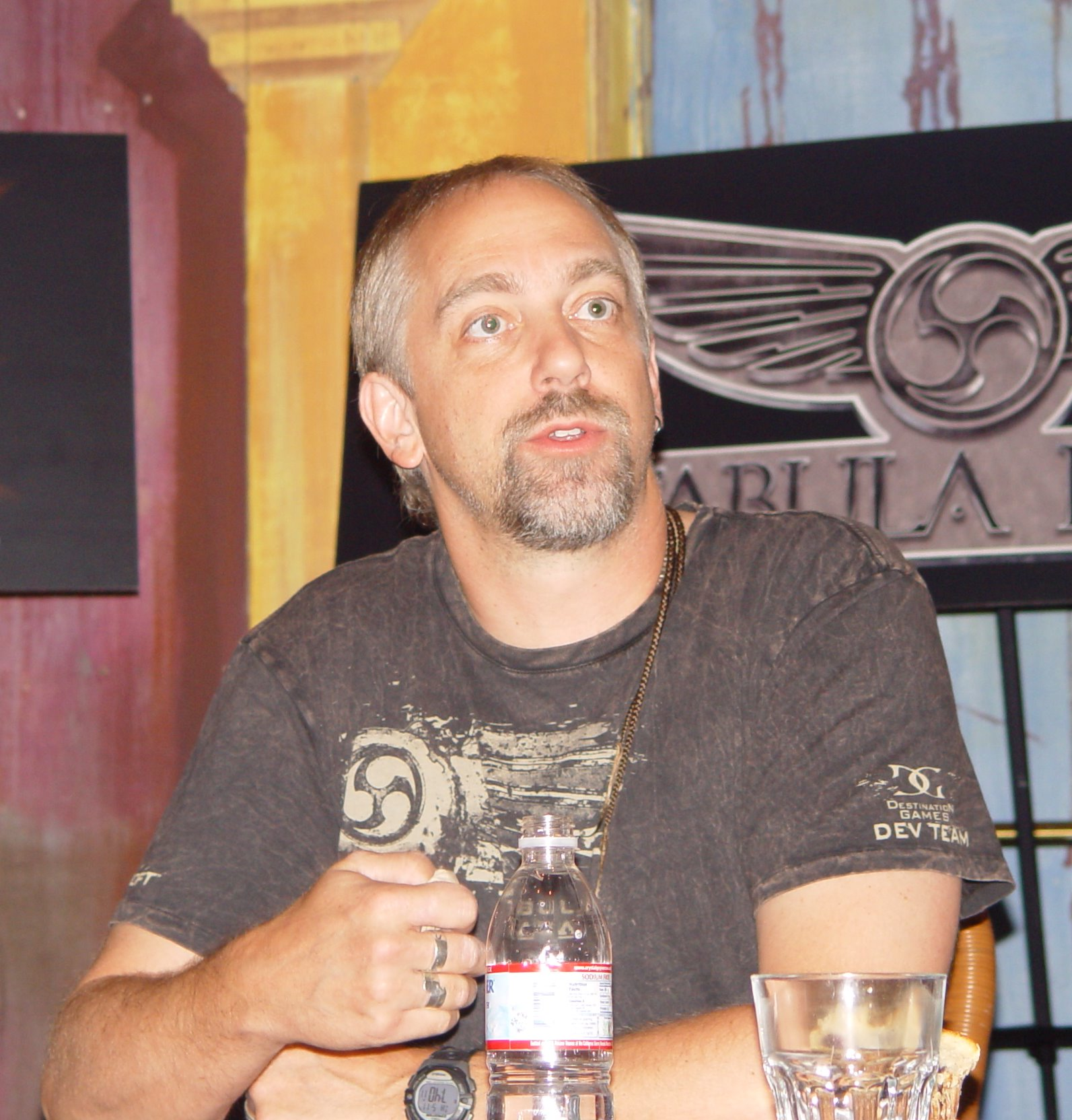
Richard Garriot (2006)

Ultima Online va néixer com la fantasia de Richard Garriott de reunir milers de persones que comparteixin un món de fantasia. Anteriorment, ja hi havia un parell de jocs que permetien aquesta possibilitat, com The Realm Online, però Ultima Online era un significatiu avenç respecte els altres jocs, en termes de gràfics i mecànica de joc. L'equip inicial de creadors estava compost per Garriot, Starr Long, Rick Delashmit i Raph Koster, qui es va convertir en el dissenyador cap del projecte.
El desenvolupament s'inicià el 1995 i va ser mostrat en públic a la fira Electronic Entertainment Expo del 1996. Per la seva època (mitjans dels 90), Ultima Online era un projecte molt car i arriscat per a la companyia, ja que necessitava d'un públic amb accés al servidor del joc mitjançant un mòdem. El cost de llançament va ser molt superior als dels jocs tradicionals, i intentava transformar tota la sèrie Ultima en un nou gènere. Ultima Online era un joc nou en diversos aspectes, entre els quals es troben:
- Els jugadors podien comprar terrenys i construir cases en el paisatge comú.
- Un sistema d'habilitats per percentatge.
- Molts elements del joc podien ser construïts pels jugadors, el que generava una economia dins el joc.
- Els jugadors podien ser atacats en qualsevol part del joc, incloent-hi ciutats (això ha canviat).

Després del seu llançament, el 24 de setembre de 1997, Ultima Online es va fer molt popular, va aconseguir els 100.000 jugadors subscrits en els primers sis mesos. Les subscripcions van pujar fins a arribar als 250.000. Origin va ser capaç de fer molts diners amb les subscripcions mensuals i diverses companyies van començar a fer el mateix, van llançar els seus propis jocs en línia. Va ser el cas d'EverQuest (març de 1999), Dark Age of Camelot (octubre de 2001) i World of Warcraft (novembre de 2004).

## Mecànica del joc
Ultima Online va continuar la tradició dels jocs anteriors de la Saga Ultima de moltes maneres, però a causa de la tecnologia que avançava i el simple fet que era el primer joc en línia persistent d'Origin, hi havia també molts nous mecanismes de joc. Dissenyat parcialment com a experiment social i econòmic, el joc va haver de justificar l'extensa interacció del jugador així com bregar amb la tradició que els jugadors se sentissin el centre d'atenció, com solia passar en els jocs d'un sol jugador. Sent una novetat tant per als desenvolupadors com per als jugadors, una gran quantitat del que s'havia planejat mai es va dur a terme i una altra gran quantitat que no estava prevista sí que es va fer. Es van haver d'incorporar moltes mecàniques noves per compensar.

### Mons
Ultima Online va començar amb un únic món i en futures expansions es van anar afegint nous territoris i mons. El primer territori addicional se'n va anomenar Terres perdudes (Lost Lands), on s'incloïen 2 noves ciutats, masmorres, noves criatures i terrenys. Després va venir Trammel, fet que va originar que el món original es tornés ombrívol i es passés a anomenar Felucca.
Els mons d'Ultima Online son:
- Felucca: El món original, que es va tornar tenebrós amb arbres morts i tombes per tot arreu per distingir-lo de la resta. Aquest món te regles molt dures on l'assassinat de jugadors és un fet comú.
- Trammel: És un còpia de Felucca original però on no s'admet el PVP sense consentiment.
- Ilshenar: Inclogué noves masmorres i noves terres, així com més de 30 noves criatures dissenyades per Todd McFarlane.
- Malas: Inclou un espai per practicar PvP i espai per 1.500 noves cases. Inclogué la masmorra anomenada Doom, la més gran fins al moment i 2 noves ciutats: Luna, que és la ciutat dels Paladins i Umbra, la ciutat dels Necromantics. Malas está compost per una série d'illes flotants en un espai estrellat i es distingeix per un estil artístic obscur.
- Tokuno: És un grup d'illes radicades en el Japó feudal.
- Ter Mur — Terra de les Gàrgoles. La capital, Ter Mur, inclou espai per cases de jugadors.
- Valley of Eodon — Un gran espai de terra primitiu i prehistòric amb dinosaures i goril·les gegants.

### Habilitats
Les habilitats (també anomenades Skills) en l'Ultima Online són representades per un percentatge que demostra l'habilitat del jugador, i avancen amb el seu ús o pagant als NPCs apropiats per entrenar el jugador (l'entrenament pagant només fins al 30%). Mentre que hi ha unes 50 habilitats, només set, poden estar al 100%, que és quan s'assoleix el títol de 'Gran Mestre' o optar per qualsevol combinació d'habilitats fins a arribar als 720 punts en total. Cal tenir en compte que aquest límit és per als valors 'reals' de l'habilitat, sobre els quals després s'apliquen efectes d'objectes màgics que les poden incrementar o fer decréixer. Cada habilitat es pot marcar perquè guanyi punts (posar a pujar), els perdi (posar a baixar) o deixar-la bloquejada en un valor.
Originalment, el sistema de les habilitats era molt diferent atès que el jugador no tenia cap capacitat de posar l'habilitat en els estats esmentats, i les habilitats anaven perdent punts lentament quan no s'usaven. Les habilitats també baixaven cada vegada que un jugador moria, especialment si ressuscitaven immediatament. Aquesta va ser una característica molt dura per a molts dels jugadors 'novells' que eren assassinats de forma aleatòria per altres jugadors.
La majoria de les habilitats es poden pujar repetint una sèrie d'accions molts cops de forma seguida. Algunes requereixen l'ús de recursos, com a matèries primeres, mentre que altres només costen temps. Totes les habilitats es veuen afectades en un cert grau per les estadístiques del jugador, com també les estadístiques afecten les habilitats. Moltes habilitats es beneficien mútuament, per exemple, tenir una alta habilitat d'anatomia millora l'eficiència d'un jugador amb curació o altres habilitats de combat. Això no era així en el llançament del joc, aquesta característica va ser afegida perquè els jugadors poguessin prendre avantatge de l'ús de certes habilitats considerades a priori inútils.
En la gran majoria dels servidors, les habilitats es poden entrenar fins al 120% amb l'ús de Power Scrolls, que es compren a jugadors o s'obtenen en els "Altars de Campió" a Felucca. Tot i això, se segueix tenint en compte el límit de punts totals en habilitats.
Joies i altres artefactes màgics donen bonificacions al nivell d'alguna habilitat. Aquestes bonificacions no compten en el límit de 720 punts, de totes maneres, per segons quines habilitats especials només es tenen en compte els punts reals i no els bonificats.
Els nivells d'habilitat i el tipus d'habilitat entrenada en cada jugador dona dos títols al jugador:
| Títol       | Nivell necessari |
| ----------- | ---------------- |
| Llegendari* | 120              |
| Ancià**     | 110              |
| Gran Mestre | 100              |
| Mestre      | 90               |
| Adepte      | 80               |
| Expert      | 70               |
| Oficial     | 60               |
| Aprenent    | 50               |
| Novell      | 40               |
| Neòfit      | 30               |
| Sense títol |                  |

*En el cas de que l'habilitat sigui el Bushido, el títol passa a ser Kengo i en el cas de que l'habilitat sigui Ninjitsu, el títol passa a ser Ka-ge.
**En el cas de que l'habilitat sigui el Bushido, el títol passa a ser Tatsujin i en el cas de que l'habilitat sigui Ninjitsu, el títol passa a ser Shinobi.
| Habilitat                                           | Títol                                     | Entrenadors |
| --------------------------------------------------- | ----------------------------------------- | --- |
| Habilitats no classificades                         |                                           | |
| Pidolar (Begging)                                   | Pidolaire (Beggar)                        | Beggar, Gypsy |
| Avaluació forense (Forensic Evaluation)             | Detectiu (Detective)                      | Bloodletter, Healer(Shopkeeper), Healer(Wandering), Healer Guildmaster, Judge, Fortune Teller                                 |
| Identificació d'objectes (Item identification)      | Comerciant (Merchant)                     | Gambler, Gypsy, Jeweler, Merchant guildmaster, Miner Guildmaster, Vagabond                                                    |
| Identificació de sabors (Taste identification)      | Organitzador (Praegustator)               | Alchemist, Cook, Herbalist, Cashual                                                                                           |
| Habilitats de combat                                |                                           | |
| Anatomia (Anatomy)                                  | Biòleg (Biologist)                        | Artist, Bloodletter, Healer (Shopkeeper), Healer (Wandering), Healer Guildmaster, Sculptor, Priest of Mondain, Fortune Teller |
| Tir amb arc (Archery)                               | Arquer (Archer)                           | Bowyer, Ranger, Ranger Guildmaster                                                                                            |
| Esgrima (Fencing)                                   | Esgrimista (Fencer)                       | Grandmaster Fencer, Keepers of Chivalry, Iron Worker                                                                          |
| Enfocar (Focus)                                     | Estoic (Stoic)                            | Keepers of Chivalry, Gypsy Banker                                                                                             |
| Curació (Healing)                                   | Sanador (Healer)                          | Bloodletter, Healer(Shopkeeper), Healer(Wandering), Healer Guildmaster, Priest of Mondain, Fortune Teller                     |
| Lluita amb maça (Mace Fighting)                     | Armer (Armsman)                           | Grandmaster Warrior, Keepers of Chivalry, Iron Worker                                                                         |
| Bloquejar (Parry)                                   | Duelista (Duelist)                        | Grandmaster Warrior, Priest of Mondain, Iron Worker                                                                           |
| Lluita amb espasa (Swordsmanship)                   | Espadachí (Swordsman)                     | Grandmaster Swordsman, Keepers of Chivalry, Iron Worker                                                                       |
| Tàctiques (Tactics)                                 | Tàctic (Tactician)                        | Grandmaster Warrior, Priest of Mondain, Iron Worker, Gypsy Banker                                                             |
| Llançament (Throwing)                               | Teixidor de fulles (Bladeweaver)          | Gargoyle Bladeweaver, Royal City, Ter Mur                                                                                     |
| Lluita (Wrestling)                                  | Lluitador (Wrestler)                      | Grandmaster Wrestler, Gypsy Banker                                                                                            |
| Habilitats comercials                               |                                           | |
| Alquimia (Alchemy)                                  | Alquimista (Alchemist)                    | Alchemist, Gypsy, Herbalist                                                                                                   |
| Coneixement de les armes (Arms Lore)                | Mestre armer (Weapons Master)             | Armourer, Blacksmith, Fighter, Warrior, Mercenary, Paladin, Weaponsmith, Weapons Trainer, Guildmaster                         |
| Ferreria (Blacksmithy)                              | Ferrer (Smith)                            | Armourer, Blacksmith, Weaponsmith, Iron Worker                                                                                |
| Construcció d'arcs i fletxes (Bowcraft & Fletching) | Fabricant d'arcs (Bowyer)                 | Bowyer |
| Fusteria (Carpentry)                                | Fuster (Carpenter)                        | Carpenter, Stonecrafter |
| Cartografia (Cartography)                           | Cartògraf (Cartographer)                  | Mapmaker |
| Cuina (Cooking)                                     | Cuiner (Chef)                             | Baker, Cook |
| Inscripció (Inscription)                            | Escriba (Scribe)                          | Holy Mage, Mage, Mage(Evil), Mage(Shopkeeper), Mage Guildmaster, Necromancer, Archmage                                        |
| Talar fusta (Lumberjacking)                         | Llenyataire (Lumberjack)                  | Carpenter |
| Mineria (Mining)                                    | Miner (Miner)                             | Miner, Miner Guildmaster |
| Sastreria (Tailoring)                               | Sastre (Tailor)                           | Tailor, Weaver |
| Apedaçar (Tinkering)                                | Llauner (Tinker)                          | Tinker, Tinker Guildmaster, Golem Crafter                                                                                     |
| Habilitats màgiques                                 |                                           | |
| Bushido (Bushido)                                   | Samurai (Samurai)                         | Samurai |
| Cavalleria (Chivalry)                               | Paladí (Paladin)                          | Keepers of Chivalry |
| Avaluar la intel·ligència (Evaluating Intelligence) | Erudit (Scholar)                          | Gambler, Holy Mage, Judge, Mage(Evil), Mage Guildmaster, Monk, Necromancer, Scribe, Priest of Mondain, Archmage               |
| Imbuir (Imbuing)                                    | Artífex (Artificer)                       | Gargoyle Artificer, Royal City, Ter Mur                                                                                       |
| Màgia (Magery)                                      | Mag (Mage)                                | Holy Mage, Mage, Mage(evil), Mage(shopkeeper), Mage Guildmaster, Priest of Mondain, Archmage                                  |
| Meditar (Meditation)                                | Estoic (Stoic)                            | Wandering Mage, Mage Guildmaster, Necromancer, Holy Mage, Archmage                                                            |
| Misticisme (Mysticism)                              | Místic (Mystic)                           | Gargoyle Mystic, Royal City, Ter Mur                                                                                          |
| Necromancia (Necromancy)                            | Necromantic (Necromancer)                 | Necromancer |
| Ninjitsu (Ninjitsu)                                 | Ninja (Ninja)                             | Ninja |
| Resistir als encanteris (Resisting Spells)          | Mag (Mag)                                 | Grandmaster Mage, Necromancer, Holy Mage, Priest of Mondain, Gypsy Banker, Archmage                                           |
| Fetilleria (Spellweaving)                           | Fetiller (Arcanist)                       | Aquesta habilita no té entrenadors, s'ha de fer una missió.                                                                   |
| Parlar amb els esperits (Spirit Speak)              | Medium (Medium)                           | Bloodletter, Healer(Shopkeeper), Healer(Wandering), Healer Guildmaster, Priest, Priest of Mondain, Fortune Teller             |
| Habilitats de la natura                             |                                           | |
| Coneixement animal (Animal Lore)                    | Naturalista (Naturalist)                  | Animal Trainer, Fur Trader, Rancher, Ranger, Ranger Guildmaster, Vegetable Seller, Veterinarian, Gypsy Animal Herder          |
| Doma animal (Animal Taming)                         | Domador (Tamer)                           | Animal Trainer, Fur Trader, Ranger, Gypsy Animal Herder                                                                       |
| Acampar (Camping)                                   | Explorador (Explorer)                     | Brigand, Fur Trader, Gypsy, Healer(wandering), Ranger, Ranger Guildmaster, Shepherd                                           |
| Pescar (Fishing)                                    | Pescador (Fisherman)                      | Fisher, Fisher Guildmaster |
| Pasturar (Herding)                                  | Pastor (Shepherd)                         | Rancher, Shepherd, Ranger, Ranger Guildmaster                                                                                 |
| Seguiment (Tracking)                                | Explorador (Ranger)                       | Ranger, Ranger Guildmaster |
| Veterinària (Veterinary)                            | Veterinari (Veterinarian)                 | Animal Trainer, Rancher, Vegetable Seller, Veterinarian, Gypsy Animal Herder                                                  |
| Habilitats de lladre                                |                                           | |
| Detectar lo ocult (Detecting Hidden)                | Explorador (Scout)                        | Thief, Thief Guildmaster |
| Amagar-se (Hiding)                                  | Ombra (Shade)                             | Brigand, Gypsy, Ranger, Ranger Guildmaster, Thief, Thief Guildmaster                                                          |
| Forçar panys (Lockpicking)                          | Infiltrat (Infiltrator)                   | Golem Crafter, Thief, Thief Guildmaster                                                                                       |
| Enverinar (Poisoning)                               | Assassí (Assassin)                        | Brigand, Thief, Thief Guildmaster                                                                                             |
| Eliminar trampes (Remove Trap)                      | Especialista en trampes (Trap Specialist) | Thief, Thief Guildmaster, Golem Crafter                                                                                       |
| Tafanejar (Snooping)                                | Espia (Spy)                               | Beggar, Brigand, Gambler, Gypsy, Thief, Thief Guildmaster                                                                     |
| Robar (Stealing)                                    | Carterista (Pickpocket)                   | Beggar, Brigand, Gambler, Gypsy, Thief, Thief Guildmaster                                                                     |
| Sigil (Stealth)                                     | Canalla (Roge)                            | Thief, Thief Guildmaster |
| Habilitats de bard                                  |                                           | |
| Discordància (Discordance)                          | Desmoralitzador (Demoralizer)             | Bard, Bard Guildmaster |
| Músic (Musicianship)                                | Bard (Bard)                               | Bard, Bard Guildmaster |
| Pacificar (Pacemaking)                              | Pacificador (Pacifier)                    | Bard, Bard Guildmaster |
| Provocar (Provocation)                              | Agitador (Rouser)                         | Bard, Bard Guildmaster |

A partir de l'actualització Ultima Online:Time of Legends, els personatges que siguin com a mínim Mestres en certes habilitats, poden aprendre habilitats especials a través del que s'anomena Skill Mastery. Un personatge pot aprendre diferents habilitats a diferents nivells (fins a 3 nivells per habilitat) però només en pot tenir una d'activa en un moment donat. El coneixement d'aquestes habilitats també dona títols específics segons cada una:
| Habilitat                      | Títol                            |
| ------------------------------ | -------------------------------- |
| Bloquejar (Parry)              | el Deflector (the Deflector)     |
| Mágia (Magery)                 | el Meravellós (the Marvelous)    |
| Envenenar (Poisoning)          | el Letal (the Lethal)            |
| Arquer (Archery)               | l'Exacte (the Exact)             |
| Domador (Animal Taming)        | la Béstia (the Beast)            |
| Espadachí (Swords)             | la Fulla (the Blade)             |
| Lluitador amb maça (Mace)      | el Triturador (the Crushing)     |
| Lluitador amb llança (Fencing) | l'Incisiu (the Incisor)          |
| Lluitador (Wrestling)          | el Campió (the Champion)         |
| Necromancia (Necromancy)       | l'Immortal (the Undying)         |
| Cavalleria (Chivalry)          | el Valent (the Courageous)       |
| Bushido                        | el Disciplinat (the Disciplined) |
| Ninjitsu                       | l'Invisible (the Unseen)         |
| Fetilleria (Spellweaving)      | el Misteriós (the Mysterious)    |
| Misticisme (Mysticism)         | l'Enigmàtic (the Enigmatic)      |
| Llançament (Throwing)          | el Precís (the Precise)          |

### Estadístiques
Les estadístiques (stats dins el joc) fan referència a les tres qualitats físiques del personatge: força, destresa i intel·ligència, de les quals es deriven els atributs: punts de vida, resistència i manà. El total de punts que pot tenir un personatge està limitat a 225 quan comença, al cap de sis mesos pot pujar 5 punts més. Existeixen també uns Scrolls of Power que poder pujar fins a 25 punts més el límit de les estadístiques. Un Scroll of Valiant Commendation puja 5 punts més el límit que al final, un personatge pot arribar a tenir 260 punts a repartir entre els tres atributs. Cada atribut està limitat a 125 punts reals i 150 utilitzant elements màgics que els potenciïn.
Els atributs de vida, manà i resistència es deriven de les següents fórmules:
- Vida = (Força / 2) + Bonificació de força per elements màgics o encanteris + 50
- Mana = Intel·ligència + Bonificació d'intel·ligència per elements màgics o encanteris
- Resistència = Destresa + Bonificació de destresa per elements màgics o encanteris

### Artesania
Ultima Online presenta un ampli sistema d'artesania que permet als jugadors amb certes habilitats la creació de la majoria dels objectes que es poden trobar en el joc, des d'articles útils com a armes o armadures fins a més mundans, com mobles o disfresses. Els productes creats per jugadors solen ser de millor qualitat que els que es poden trobar a les botigues portades per NPCs, sobretot les creades per artesans que han assolit el nivell "GrandMaster" (100 punts) o superior en l'habilitat apropiada.
Un dels temes més controvertits relacionats amb l'artesania és que els jugadors estan de vegades forçats a fabricar grans quantitats d'algun article per al qual no hi ha demanda, només per augmentar el nivell de la seva habilitat. Aquesta va ser una de les majors caigudes de sistema d'economia originalment dissenyat per al joc, ja que la gent no podia obtenir prou diners dels productes que havien creat perquè els NPCs només compraven els objectes que podrien vendre després (basat en un sistema d'oferta i demanda simulat), rebutjant alguns productes. Aquest sistema s'ha deixat d'aplicar a causa de les queixes dels jugadors i ara es pot vendre una quantitat pràcticament il·limitada d'objectes no desitjats als NPCs, encara que no vagin a treure beneficis amb ells, provocant com a resultat una creixent inflació.

## L'aparició dels problemes
Ultima Online ha vist moltes revisions importants a través de la seva història. Això inclou revisions el joc, canvis de personal, modernitzacions tècniques, i canvis fonamentals del disseny. Amb pocs MMORPG anteriors com per aprendre d'ells, el personal d'Ultima Online estava explorant un terreny nou, i va haver de resoldre assumptes complexos que mai havien s'havien trobat en un joc comercial d'aquest nivell. La importància d'entendre la psicologia, la interacció social, l'economia, i altres problemes va arribar a ser cada vegada més important a mesura que un comportament social complex s'anava desenvolupant.
L'objectiu incial del joc era tenir una economia ben equilibrada, realista i una bona estructura social. Mentre que gairebé totes les característiques que es van planejar per incorporar-se al joc van estar presents en el primer llançament, els desenvolupadors les van anar ajustant per donar-li gairebé tot el control als jugadors en termes del que podien fer-li als altres jugadors, i al món en general. Això va causar repercussions permanents que encara tenen conseqüències dins del joc.

## Expansions, seqüeles i altres llançaments

### Seqüeles
Ultima Online 2 (UO2) - anomenat més tard Ultima Worlds Online: Origin (UWO: O) - va ser anunciat al 1999. Era una mena d'univers on el passat, present i futur de Sosaria van ser combinats junts per una equivocació de Lord British mentre tractava de reconstruir la gemma de la immortalitat. Van contractar a Todd McFarlane per dissenyar monstres originals i noves regions per al joc, i per ajudar a formar la història. Va ser cancel·lat al 2001 abans que el seu llançament; donades les circumstàncies en la competència dels jocs en línia, Electronic Arts va témer que el llançament d'aquest joc malmetés la quantitat de subscripcions d'UO, però es va publicar un vídeo promocional on es podia veure els gràfics 3D utilitzats. Alguns dels monstres i de l'art dissenyats per aquest joc van ser utilitzats més endavant en l'expansió Ultima Online: Lord Blackthorn 's Revenge.
Ultima X: Odyssey - aquest MMORPG estava suposat a ser fixat en un nou món, anomenat Alucinor, creat per l'Avatar després dels esdeveniments en Ultima IX: Ascension. Va ser cancel·lada en 2004 - una altra vegada, segons EA, per centrar-se en les expansions d'Ultima Online.
Ultima Online: The Second Age (1 d'octubre de 1998): Va oferir una nova àrea, anomenada The Lost Lands o les terres perdudes, juntament amb un sistema de xat incorporat i noves criatures. També conegut com a T2A. Va ser llançat en dues versions; la primera tenia una altra il·lustració i un sol manual.
Ultima Online: Renaissance (3 d'abril de 2000): El món va ser doblat en grandària, ja que havia literalment dues còpies d'ell. Els dos mons van ser anomenats Felucca i Trammel, com les llunes del món de Britannia en Ultima. En Trammel no es permetia l'assassinat dels jugadors, mentre que a Felucca si. Felucca també va adoptar un aspecte més fosc.
Ultima Online: Third Dawn (7 de març de 2001): El canvi principal era que en aquesta expansió es va incloure un client 3D per competir amb MMORPGs 3D com EverQuest. També, un tercer món especial va ser creat, anomenat Ilshenar.
Ultima Online: Lord Blackthorn 's Revenge (24 de febrer de 2002): Va portar "un món nou fosc basat en nous personatges de Todd McFarlane" a Ultima, amb una millorada Intel·ligència Artificial, ajuda incorporada, i millores en la creació del personatge.
Ultima Online: Age of Shadows (28 de febrer de 2003): Va incorporar 1 el nou món de Malas, amb molt espai per col·locar cases, dues noves classes (Paladin i Necromancer) i la capacitat de personalitzar casa per segons els requisits particulars del jugador. El sistema d'objectes va ser totalment millorat en aquesta expansió. La resistència de l'armadura es va dividir ara en cinc tipus de resistència (física, foc, fred, verí i energia), i es van afegir més característiques per a les armes. Ja que ara un bon equip era vital, aquesta expansió va portar amb si el sistema de "segur", que permetia assegurar les armes per un preu per perdre-les en morir.
Ultima Online: Samurai Empire (2 de novembre de 2004): Va portar la mitologia i el folklore de l'antiga Àsia al joc, amb dues noves classes (Ninja i Samurai), i una nova àrea per explorar, Tokuno Islands (les illes de Tokuno).
Ultima Online: Mondain 's Legacy (30 d'agost de 2005): Va introduir una nova raça, elfs, i una nova habilitat, SpellWeaving. Diversos calabossos nous també van ser afegits.
Ultima Online: Kingdom Reborn (27 de juny del 2007): Va portar un nou client amb nous gràfics. No va afegir contingut.
Ultima Online: Stygian Abyss (8 de setembre de 2009): Aporta una nova raça (Gàrgoles), amb nous encanteris, habilitats, armadures i decoratius, nous calabossos, entre ells el més gran del joc, que és la que dona nom a aquesta versió ...
Ultima Online: Time of Legends (2 de novembre de 2015): s'inspira en el clàssic d'un jugador, Worlds of Ultima: Savage Empires. Mitjançant l'increïble poder del Senyor del Temps, els jugadors poden explorar un nom món anomenat Eodon, amb noves criatures, moltes domesticables, la fortalesa de la vil fetillera Minax (Shadowguard), un nou campió Tortuga-Drac, 16 noves competències amb 35 nous encanteris i habilitats, ampliació d'estable en 2 unitats, les virtuts d'Espiritualitat i Humilitat, que completen el sistema de virtuts i una renovació del sistema monetari per permetre una major facilitat en l'emmagatzematge i comerç d'or, entre d'altres.

### Ampliacions
Ultima Online: High Seas (12 d'octubre de 2010): Aporta noves funcions marítimes, millores en el sistema de pesca, ampliació del sistema de mercat (marítim, mercat negre, ...), nous campions, una nova illa, 20% més d'emmagatzemament per cases i bancs.

### Altres Edicions
Ultima Online: Charter Edition (30 de setembre de 1997): estava disponible com pre estrena d'Origin Systems en el llançament d'Ultima Online i en quantitats petites al costat de la caixa estàndard. Va incloure una litografia signada de les il·lustracions d'UO dels germans Hilderbrandt, una insígnia amb el logo d'Ultima Online i la caixa va ser signada per "Lord British" (Richard Garriott).
Ultima Online: 7th Anniversary (25 de setembre de 2004) era un llançament especial del joc per celebrar el setè aniversari d'Ultima Online. Com tots els articles enumerats en aquesta secció, aquest llançament no va portar qualsevol cosa nou a el joc i no és una extensió, sinó que va incloure un CD més amb pegats més recents, però Age of Shadows seguia sent la versió més actual en aquest llavors. Aquest llançament va ser contingut en una caixa de cartró petita que contenia tres CD, oferint la versió Age of Shadows, però també va incloure Ultima IX: Ascension amb els seus CD d'instal·lació i joc. També estava disponible com a regal una ranura addicional per a personatges (el total de sis personatges estava disponible fins al moment) i 7 codis de registre per a amics.
Ultima Online: The Eighth Age (25 de setembre de 2005) era un CD que venia amb una sèrie de regals en el joc. No obstant això no porta cap nova característica, ja que el llançament era per celebrar el vuitè aniversari d'Ultima Online. La caixa va incloure un CD actualitzat de el joc (amb pegats més recents), un librete brillant amb un atles de Sosaria, un regal entre vuit per escollir dins el joc, una transferència de personatge, un personatge avançat i un codi de prova de 45 dies. També un "soulstone" blau d'edició limitada.